# Flik (gränssnitt)
För andra betydelser, se Flik.
En flik, även kallad tabb, är ett gränssnitt hos olika datorprogram som möjliggör snabb åtkomst till olika öppna dokument eller webbsidor. Det visar endast en del av dokumentet/sidan, som kan kallas fram via ett klick.

## Funktion
Gränssnittet är hämtad från fysiska arkiv, kartotek eller motsvarande, där registerblad sorteras bakom olika lätt synliga registerflikar. På samma sätt som i fysiska register visas endast en del av dokumentet för användaren, med hela eller delar av webbsidans, webbplatsens eller datorfilens namn. Alternativet till att använda webbläsarflikar är att ha de olika webbsidorna i olika fönster, vilket kan försvåra orienteringen mellan olika webbsidor i en webbläsare.
I en webbläsare eller annat datorprogram kan man i regel lägga till, stänga eller ändra ordningen mellan de olika flikarna. Knappen för att lägga till en ny flik är ofta märkt med +, medan motsvarande knapp för att stänga en flik är märkt med x. Webbläsarflikarna visas ovanför eller under webbläsarens adressrad, nära toppen på webbläsarens huvudfönster. Funktionen med flikar liknar den visningsmodell som i ett navigationsfält (på Mac OS Dock, på Ms Windows Aktivitetsfält) grafiskt listar öppna och klickbara program och/eller dokument.
Flikar kan listas som en vågrät rad eller en lodräd kolumn, och vågräta fliklistor kan presenteras i flera rader. Ofta kan man styra så att man öppnar länken bakom fliken i en ny flik eller ett nytt fönster, om användare fortfarande vill ha det aktuella fönstret synligt.

## Historik
Ordbehandlingsprogrammet Wordvision, lanserat 1982 till DOS för IBM PC, var möjligen det första programmet med ett gränssnitt som innehöll flikar. Under 1980-talet lanserades flera andra datorsystem med flikförsett gränssnitt.
Kalkylprogrammet Boeing Calc introducerade flikar (på engelska word pads) cirka 1987. Programvaruföretaget Borland populariserade funktionen 1992, via sitt kalkylprogram Quattro Pro. Året efter lanserade Microsoft Word en flikfunktion för att förenkla visningen av undermenyer.
1994 introducerades ett flikgränssnitt i webbläsaren Internetworks, och Internet Explorer fick den funktionen i vissa installationer 1997. Under de kommande åren lanserades motsvarande gränssnitt i konkurrerande webbläsare som Opera (2000), Mozilla (2001) och Safari (2003). Under denna tid ökade tillgången till bredband, vilket underlättade användningen av webbläsare för olika typer av parallella sysslor.